# Tuczępy
Tuczępy [tuˈt͡ʃɛmpɨ] ist ein Dorf im Powiat Buski der Woiwodschaft Heiligkreuz in Polen. Es ist Sitz der gleichnamigen Landgemeinde und liegt etwa 49 km südöstlich von Kielce und 21 km östlich der Kreisstadt Busko-Zdrój.

## Geschichte
Der Ort wird erstmals im 12. Jahrhundert genannt. Bei der Tatareninvasion wurde der Ort zerstört und während der Schwedischen Sintflut wurde er geplündert. In der Ortschaft Nieciesławice ließ sich im 18. Jahrhundert die Familie Kołłątaj nieder und der Aufklärer Hugo Kołłątaj verbrachte hier seine Jugend.
1795 fiel Tuczępy mit der Dritten Polnischen Teilung an Österreich. 1809 kam es an das Herzogtum Warschau und 1815 an das Königreich Polen. Nach Ende des Ersten Weltkriegs kam der Ort wieder zum neu entstandenen Polen.

## Sehenswürdigkeiten
- Die einschiffige Barockkirche Johannes des Täufers (Jana Chrzciciela) aus den Jahren 1666 bis 1674 in Tuczępy.
- Der frühere Gutshof aus der Zeit um 1930, jetzt Sitz der Gemeindeverwaltung.

## Gemeinde
Die Landgemeinde hat landwirtschaftlich-industriellen Charakter.